# József Szabó (Fußballspieler, 1956)
József Szabó (* 31. Januar 1956 in Dorog) ist ein ehemaliger ungarischer Fußballspieler und -trainer.

## Sportlicher Werdegang
Szabó entstammt der Jugend des Dorogi FC, den er 1977 in Richtung Videoton Székesfehérvár verließ. Für den Klub lief der Stürmer in der Nemzeti Bajnokság auf und platzierte sich vornehmlich mit der Mannschaft in der ersten Tabellenhälfte, zeitweise erreichte er mit dem Klub dabei den UEFA-Pokal. In der Spielzeit 1983/84 führte er den Klub als Torschützenkönig mit 19 Saisontoren auf den dritten Tabellenrang. Im UEFA-Pokal 1984/85 war er dabei mit sieben Treffern im Wettbewerb einer der Garanten, dass der ungarische Vertreter unter anderem Paris Saint-Germain, FK Partizan Belgrad und Manchester United auf dem Weg ins Endspiel ausschaltete. Bei der 0:3-Heimniederlage gegen Real Madrid wirkte er nicht mit, stand aber beim 1:0-Auswärtserfolg im Estadio Santiago Bernabéu durch einen Treffer Lajos Májers auf dem Spielfeld.
1985 wechselte Szabó nach Erreichen der Altersschwelle ins Ausland und schloss sich Iraklis Thessaloniki an. Dort blieb ihm jedoch unter anderem unter dem deutschen Trainer Diethelm Ferner nur die Rolle des Ergänzungsspielers, so dass er 1987 nach Ungarn zurückkehrte. Zunächst lief er erneut für Videoton, anschließend seinen Heimatklub Dorogi FC auf. 1988 versuchte er sich bei Apollon Pontou erneut in Griechenland, verpasste mit dem Klub aber den Klassenerhalt in der ersten Liga. Anschließend setzte er seine Laufbahn in der österreichischen Regionalliga beim ASK-BSC Bruck/Leitha fort, ehe er zum Ausklang für die Amateurklubs UFC Oggau und USC Krumbach auflief.
Später war Szabó Jugendtrainer bei Videoton, das seinerzeit als Parmalat FC antrat. 1997 übernahm er nach der Trennung von Slobodan Kustudić interimistisch die Trainingsleitung bei der Wettkampfmannschaft, ehe zum Jahresbeginn 1998 Attila Vágó übernahm. Später gehörte er zum Trainerstab des Gázszer FC Gárdony, der 2000 Insolvenz anmelden musste.